# Omonadus decellei
Omonadus decellei is een keversoort uit de familie snoerhalskevers (Anthicidae). De wetenschappelijke naam van de soort is voor het eerst geldig gepubliceerd in 1979 door Bonadona.